# Gürzenich (feestzaal)

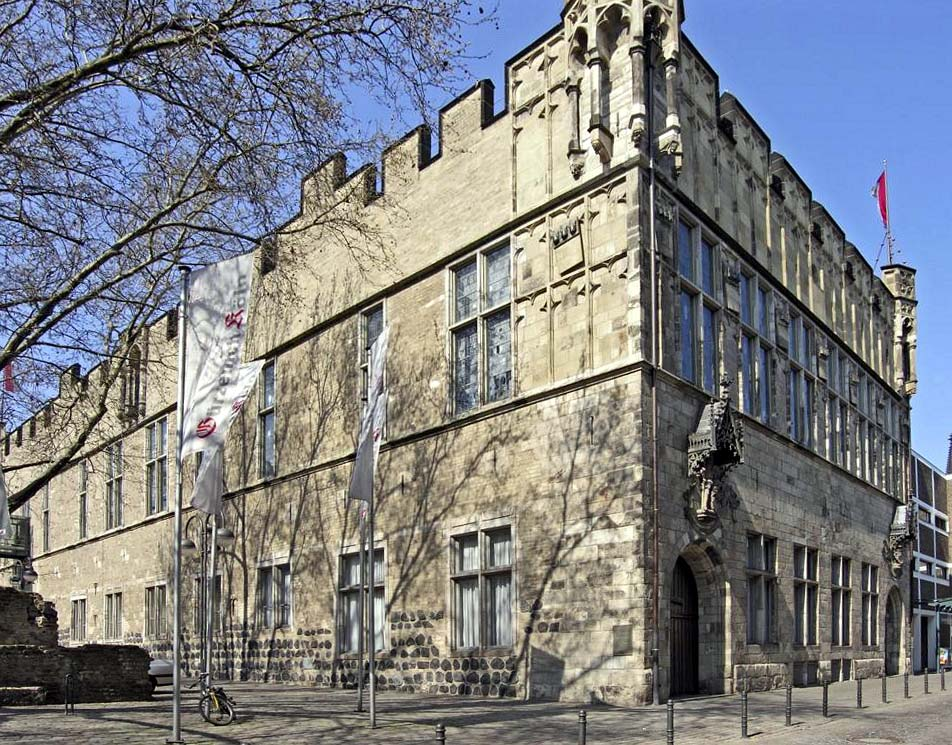
De Gürzenich

De Gürzenich is een feestzaal in het historische centrum van Keulen.
De zaal werd genoemd naar de patriciërsfamilie Von Gürzenich op wier grond het gebouwd werd. De Gürzenich werd gebouwd van 1441 tot 1447 en is vanaf het begin in gebruik als stedelijke feestzaal voor een grote verscheidenheid aan evenementen.
Tegenwoordig wordt het gebouwencomplex gebruikt voor concerten, congressen, cultuurvoorstellingen en dergelijke.

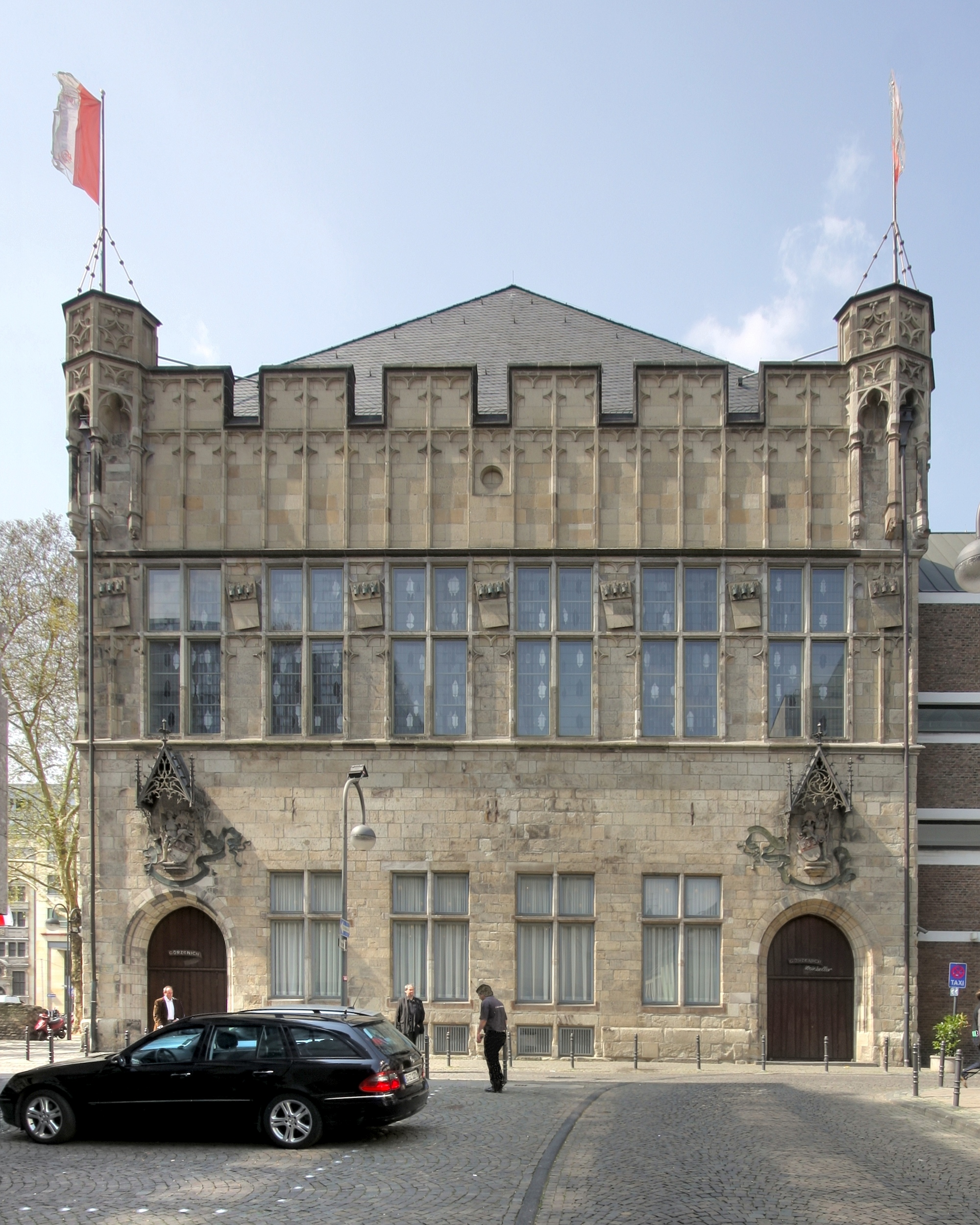
Oostzijde
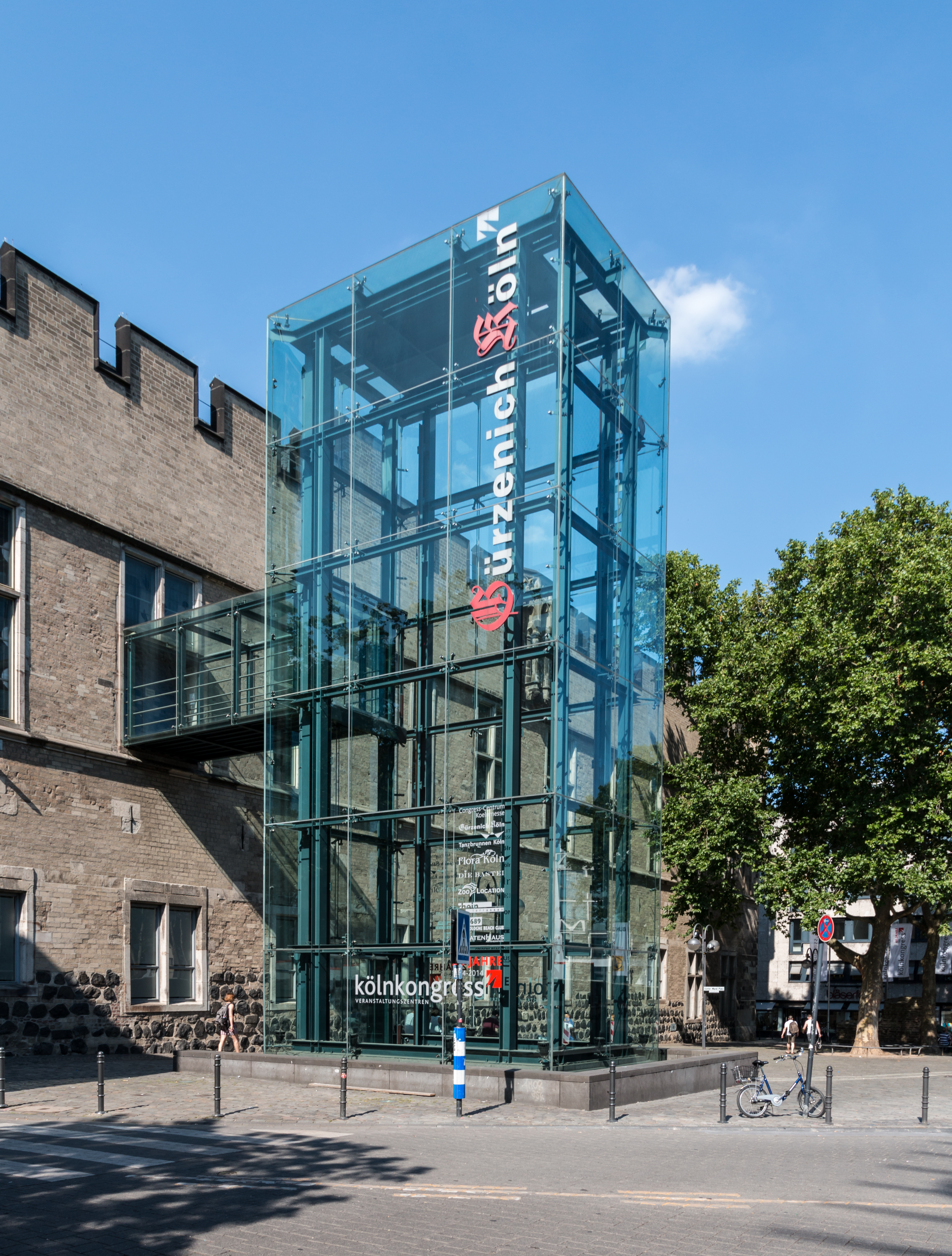
Zuidzijde
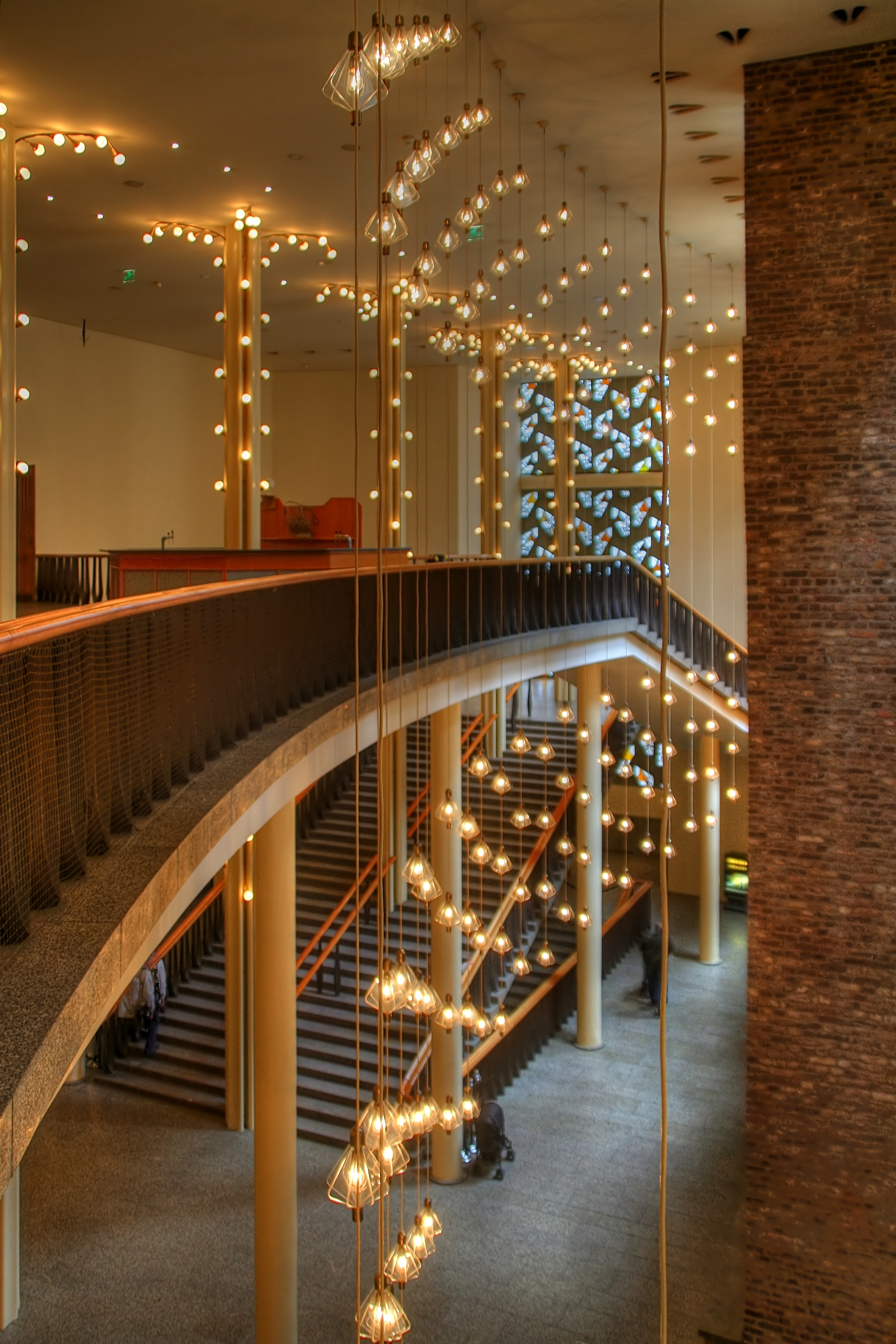
Benedenverdieping met trappenhuis
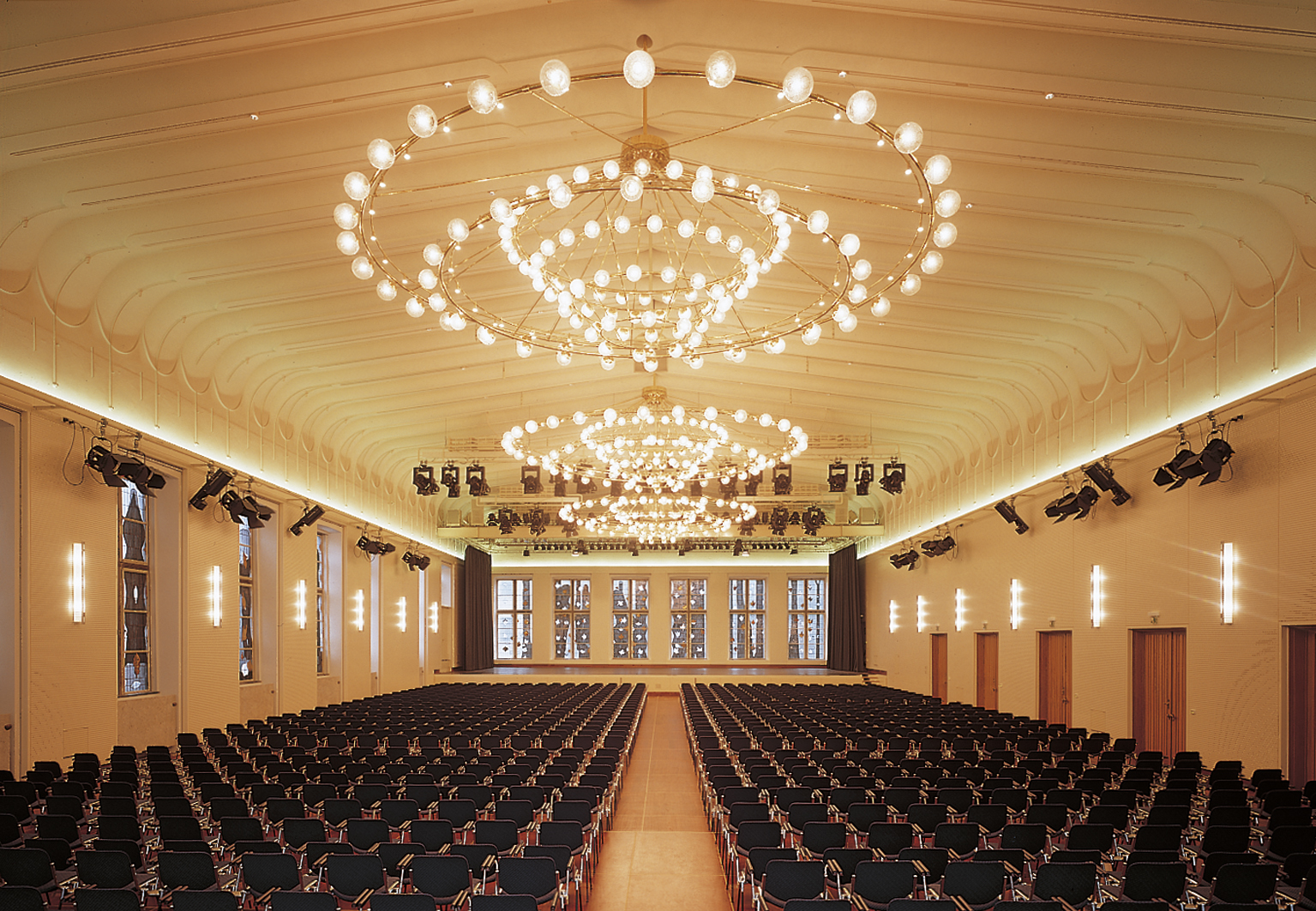
Grote zaal